# Philip Zandén

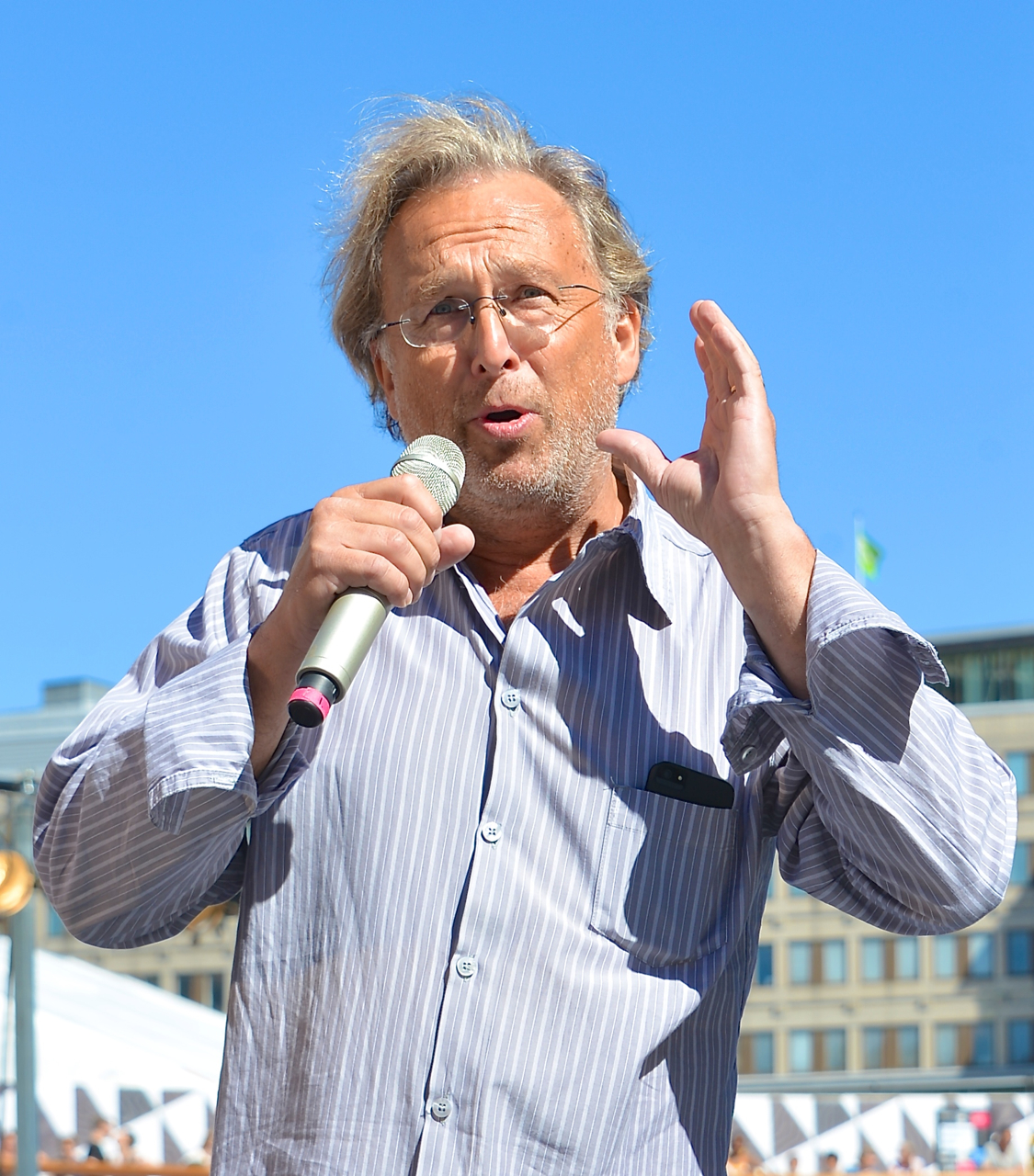
Philip Zandén på Sergels torg under Stockholms Kulturfestival 2013.

Gösta Jean Philip Zandén, född 23 juli 1954 i Göteborg, är en svensk skådespelare och regissör.

## Biografi
Philip Zandén utexaminerades från Statens scenskola i Malmö 1979.
Zandén spelade i sin ungdom huvudrollerna i iscensättningarna av Peter Shaffers Amadeus och Dostojevskijs Brott och straff på Stockholms stadsteater. Han var teaterchef och konstnärlig ledare för Malmö opera och musikteater i slutet av 1990-talet och har både medverkat i och regisserat flera uppsättningar där. För rollen som Albert Speer i föreställningen Speer på Göteborgs stadsteater mottog han Svenska Dagbladets Thaliapris för 2002. Han gjorde även titelrollen i tv-versionen Gåtan Albert Speer.
För allmänheten har Zandén blivit känd bland annat genom sin medverkan i Van Veeteren-filmerna som intendent Reinhardt samt i Beck – Den japanska shungamålningen som konstprofessorn Malte Beverin.

### Privatliv
Philip Zandén tillhör släkten Zandén från Värmland och är son till textilkonstnär Joy Zandén, född Nystroem, och redaktör Rolf Zandén samt bror till skådespelaren Jessica Zandén. Modern är dotter till tonsättaren Gösta Nystroem och skulptören Gladys Heyman. Zandén är sedan 2013 gift med Maria Salomaa. Han har varit gift med regissörerna Philippa Wallér, som han har två söner med, och Susanne Bier.

## Filmografi i urval
- 1981 – Babels hus (TV-serie)
- 1982 – Jönssonligan & Dynamit-Harry
- 1983 – Tarelkins död
- 1984 – Haren och vråken (TV)
- 1984 – Ronja Rövardotter
- 1985 – August Strindberg ett liv (TV-serie)
- 1985 – Falsk som vatten
- 1986 – Bröderna Mozart
- 1986 – Amorosa
- 1988 – Jungfruresan
- 1988 – Oliver och gänget (röst)
- 1988 – Kråsnålen (TV-serie)
- 1988 – Livsfarlig film
- 1989 – Täcknamn Coq Rouge
- 1990 – Skyddsängeln
- 1990 – Exit
- 1991 – Freud flyttar hemifrån
- 1991 – Riktiga män bär alltid slips
- 1993 – Drömmen om Rita
- 1994 – Fallet Paragon (TV-serie)
- 1994 – Svanprinsessan (röst)
- 1995 – Pensionat Oskar
- 1997 – Riket II
- 1997 – Anastasia (röst)
- 1999 – Sufflösen (norsk-svensk samproduktion)
- 2003 – Gåtan Albert Speer (TV)
- 2005 – Doxa
- 2005 – Van Veeteren – Borkmanns punkt
- 2005 – Van Veeteren – Münsters fall
- 2005 – Van Veeteren – Carambole
- 2006 – Van Veeteren – Svalan, Katten, Rosen, Döden
- 2006 – Van Veeteren – Moreno och tystnaden
- 2006 – Min frus förste älskare
- 2007 – Beck – Den japanska shungamålningen
- 2009 – Wallander – Tjuven
- 2009 – Så olika
- 2013 – Lärjungen
- 2014 – Micke & Veronica
- 2016 – Under pyramiden
- 2016 – Jag älskar dig – en skilsmässokomedi
- 2018 – Sommaren med släkten (TV-serie)
- 2018 – Sthlm Rekviem (TV-serie)
- 2019 – Kungen av Atlantis
- 2019–2020 – Bröllop, begravning och dop (TV-serie)
- 2019 – 438 dagar
- 2025 – Vi på Saltkråkan (TV-serie)

## Teater

### Roller (ej komplett)
| År   | Roll                     | Produktion                                                                                  | Regi                | Teater                   |
| ---- | ------------------------ | ------------------------------------------------------------------------------------------- | ------------------- | ------------------------ |
| 1979 | Värdshusvärd Ståthållare | Två på häst och en på åsna (Dva na koni, jeden na oslu) Oldrich Danek                       | Thomas Ryberger     | Stockholms stadsteater   |
| 1979 | Lysander                 | En midsommarnattsdröm (A Midsummer Night's Dream) William Shakespeare                       | Göran O. Eriksson   | Stockholms stadsteater   |
| 1981 | Federico                 | Lördag, söndag, måndag (Sabato, domenica e lunedi) Eduardo De Filippo                       | Andris Blekte       | Stockholms stadsteater   |
| 1981 | Wolfgang Amadeus Mozart  | Amadeus Peter Shaffer                                                                       | Göran O. Eriksson   | Stockholms stadsteater   |
| 1982 | Leff Socialtjänsteman    | Agnes Bernauer Franz Xaver Kroetz                                                           | Johan Bergenstråhle | Stockholms stadsteater   |
| 1982 | Raskolnikov              | Brott och straff (Преступление и наказание, Prestuplenije i nakazanije) Fjodor Dostojevskij | Jan Håkanson        | Stockholms stadsteater   |
| 1984 | Figaro                   | Figaros bröllop (La Folle Journée, ou Le Mariage de Figaro) Pierre de Beaumarchais          | Hans Wigren         | Stockholms stadsteater   |
| 1986 | Camille                  | Affären Danton (Sprawa Dantona) Stanisława Przybyszewska                                    | Suzanne Osten       | Stockholms stadsteater   |
| 1987 | Eng                      | Chang Eng Göran Tunström                                                                    | Henric Holmberg     | Stockholms stadsteater   |
| 1989 | Brand                    | Brand Henrik Ibsen                                                                          | Harald Stjerne      | Stockholms stadsteater   |
| 1996 | Henry Higgins            | Pygmalion George Bernard Shaw                                                               | Giles Havergal      | Stockholms stadsteater   |
| 2000 |                          | Vår starke man - samhällets stöttepelare (Samfundets støtter) Henrik Ibsen                  | Åsa Melldahl        | Malmö Dramatiska Teater  |
| 2001 | Albert Speer             | Albert Speer David Edgar                                                                    | Jasenko Selimović   | Göteborgs stadsteater    |
| 2005 | Adolf                    | Fordringsägare August Strindberg                                                            | Philip Zandén       | Stockholms stadsteater   |
| 2005 | Mackie Kniven            | Tolvskillingsoperan (Die Dreigroschenoper) Bertolt Brecht och Kurt Weill                    | Lars Rudolfsson     | Stockholms stadsteater   |
| 2006 | Anton Tjechov            | Jag tar din hand i min (I take your hand in mine...) Carol Rocamora                         | Bengt Järnblad      | Stockholms stadsteater   |
| 2008 | Mästaren                 | Mästaren och Margarita (Мастер и Маргарита, Master i Margarita) Michail Bulgakov            | Leif Stinnerbom     | Stockholms stadsteater   |
| 2012 | Olof Palme               | Olof Palme Lucas Svensson                                                                   | Tobias Theorell     | Stockholms stadsteater   |
| 2012 | Hilding Markurell        | Markurells i Wadköping Hjalmar Bergman                                                      | Philip Zandén       | Stockholms stadsteater   |
|      |                          | Rött och svart                                                                              |                     | Radioteatern             |
| 2015 | Ernst Ludwig             | Cabaret John Kander, Fred Ebb och Joe Masteroff                                             | Ronny Danielsson    | Stockholms stadsteater   |
| 2016 | Medverkande              | Maratondansen (They shoot horses, don't they?) Horace McCoy                                 | Kenneth Kvarnström  | Kulturhuset Stadsteatern |
| 2017 | Tevje                    | Spelman på taket (Fiddler on the Roof) Jerry Bock, Sheldon Harnick och Joseph Stein         | Orpha Phelan        | Malmö Opera              |
| 2018 | Torvald                  | Ett dockhem 2 (A Doll's House, Part 2) Lucas Hnath                                          | Philip Zandén       | Kulturhuset Stadsteatern |
| 2022 | Ole                      | Jakten (Jagten) Thomas Vinterberg och Tobias Lindholm                                       | Eirik Stubø         | Kulturhuset Stadsteatern |
| 2023 | André                    | Pappan (The Father) Stefan Metz och Alex Tarragüel                                          | Stefan Metz         | Kulturhuset Spira        |
| 2025 | Antonio Salieri          | Amadeus Peter Shaffer                                                                       | Sunil Munshi        | Kulturhuset Stadsteatern |

### Regi (ej komplett)
| År   | Produktion                                                | Upphovsmän                                                    | Teater                   |
| ---- | --------------------------------------------------------- | ------------------------------------------------------------- | ------------------------ |
| 1997 | Skyfall Després de la pluja                               | Sergi Belbel Översättning Jens Nordenhök                      | Stockholms stadsteater   |
| 2002 | Ett dockhem Et Dukkehjem                                  | Henrik Ibsen                                                  | Stockholms stadsteater   |
| 2004 | Hamlet                                                    | William Shakespeare                                           | Stockholms stadsteater   |
| 2005 | Fordringsägare                                            | August Strindberg                                             | Stockholms stadsteater   |
| 2006 | Hustruskolan L'école des femmes                           | Molière                                                       | Stockholms stadsteater   |
| 2007 | Figaros bröllop La Folle Journée, ou Le Mariage de Figaro | Pierre de Beaumarchais Översättning Allan Bergstrand          | Stockholms stadsteater   |
| 2007 | Gruffet i Chiozza Le baruffe chiozzotte                   | Carlo Goldoni                                                 |                          |
| 2008 | Det går an                                                | Carl Jonas Love Almqvist                                      | Parkteatern              |
| 2008 | Allt om min mamma Todo sobre mi madre                     | Pedro Almodóvar                                               | Stockholms stadsteater   |
| 2009 | Brott och brott                                           | August Strindberg                                             | Stockholms stadsteater   |
| 2009 | Berlin                                                    | David Hare Översättning Susanne Marko och Claes Englund       | Stockholms stadsteater   |
| 2010 | Fadern                                                    | August Strindberg                                             | Stockholms stadsteater   |
| 2011 | Leva livet Elsk mig i nat                                 | Ida Maria Rydén och Ina Bruhn Översättning Philip Zandén      | Chinateatern             |
| 2011 | Jobs Lidande יסורי איוב, Ysurei 'Yov                      | Hanoch Levin Översättning Ervin Rosenberg                     | Judiska teatern          |
| 2012 | Spökhotellet L'Hôtel du libre-échange                     | Georges Feydeau Översättning Nils Gredeby                     | Stockholms stadsteater   |
| 2012 | Markurells i Wadköping                                    | Hjalmar Bergman                                               | Stockholms stadsteater   |
| 2013 | Art                                                       | Yasmina Reza Översättning Calle Norlén                        | Stockholms stadsteater   |
| 2014 | Sarah Bernhardt Memoir                                    | John Murrell Översättning Claire Wikholm och Ingemar Karlsson | Kulturhuset Stadsteatern |
| 2014 | Diplomati Diplomatie                                      | Cyril Gély Översättning Lars Lind                             | Kulturhuset Stadsteatern |
| 2015 | American Idiot                                            | Billie Joe Armstrong och Michael Mayer                        | Malmö Opera              |
| 2017 | Tänk om If/Then                                           | Tom Kitt och Brian Yorkey Översättning Erik Fägerborn         | Malmö Opera              |
| 2017 | Bortförd vid midnatt Taken at Midnight                    | Mark Hayhurst Översättning Eva Ström                          | Kulturhuset Stadsteatern |
| 2018 | Ett dockhem 2 A Doll's House, Part 2                      | Lucas Hnath Översättning Molle Kanmert Sjölander              | Kulturhuset Stadsteatern |
| 2021 | En droppe honung A Taste of Honey                         | Shelagh Delaney Översättning Molle Kanmert Sjölander          | Kulturhuset Stadsteatern |
| 2021 | Barrymore                                                 | William Luce Översättning Kerstin Gustafsson                  | Kulturhuset Stadsteatern |
| 2022 | Arsenik och gamla spetsar Arsenic and Old Lace            | Joseph Kesselring Översättning Lars-Levi Læstadius            | Uppsala stadsteater      |
| 2024 | Folkets fiende En folkefiende                             | Henrik Ibsen Översättning Klas Östergren                      | Uppsala stadsteater      |

## Priser och utmärkelser
- 2002 – Svenska Dagbladets Thaliapris
- 2003 – Litteris et Artibus